# Courcelles-lès-Montbéliard
Courcelles-lès-Montbéliard és un municipi francès situat al departament del Doubs i a la regió de Borgonya - Franc Comtat. L'any 2007 tenia 1.108 habitants.

## Demografia

### Població
El 2007 la població de fet de Courcelles-lès-Montbéliard era de 1.108 persones. Hi havia 454 famílies de les quals 118 eren unipersonals (55 homes vivint sols i 63 dones vivint soles), 166 parelles sense fills, 150 parelles amb fills i 20 famílies monoparentals amb fills.
La població ha evolucionat segons el següent gràfic:
Habitants censats

### Habitatges
El 2007 hi havia 482 habitatges, 456 eren l'habitatge principal de la família, 1 era una segona residència i 25 estaven desocupats. 397 eren cases i 82 eren apartaments. Dels 456 habitatges principals, 370 estaven ocupats pels seus propietaris, 71 estaven llogats i ocupats pels llogaters i 15 estaven cedits a títol gratuït; 8 tenien una cambra, 12 en tenien dues, 55 en tenien tres, 107 en tenien quatre i 274 en tenien cinc o més. 399 habitatges disposaven pel capbaix d'una plaça de pàrquing. A 198 habitatges hi havia un automòbil i a 216 n'hi havia dos o més.

### Piràmide de població
La piràmide de població per edats i sexe el 2009 era:
| Homes | Edats   | Dones |
| ----- | ------- | ----- |
| 0     | 95 o +  | 0     |
| 4     | 90 a 94 | 0     |
| 0     | 85 a 89 | 24    |
| 24    | 80 a 84 | 4     |
| 16    | 75 a 79 | 12    |
| 36    | 70 a 74 | 48    |
| 40    | 65 a 69 | 24    |
| 44    | 60 a 64 | 56    |
| 32    | 55 a 59 | 28    |
| 24    | 50 a 54 | 36    |
| 28    | 45 a 49 | 32    |
| 32    | 40 a 44 | 28    |
| 40    | 35 a 39 | 28    |
| 36    | 30 a 34 | 24    |
| 36    | 25 a 29 | 32    |
| 28    | 20 a 24 | 12    |
| 28    | 15 a 19 | 28    |
| 32    | 10 a 14 | 28    |
| 36    | 5 a 9   | 20    |
| 16    | 0 a 4   | 20    |

## Economia
El 2007 la població en edat de treballar era de 656 persones, 480 eren actives i 176 eren inactives. De les 480 persones actives 443 estaven ocupades (244 homes i 199 dones) i 37 estaven aturades (17 homes i 20 dones). De les 176 persones inactives 65 estaven jubilades, 59 estaven estudiant i 52 estaven classificades com a «altres inactius».

### Ingressos
El 2009 a Courcelles-lès-Montbéliard hi havia 454 unitats fiscals que integraven 1.111 persones, la mediana anual d'ingressos fiscals per persona era de 20.884 €.

### Activitats econòmiques
Dels 40 establiments que hi havia el 2007, 1 era d'una empresa extractiva, 2 d'empreses alimentàries, 1 d'una empresa de fabricació d'altres productes industrials, 8 d'empreses de construcció, 6 d'empreses de comerç i reparació d'automòbils, 2 d'empreses de transport, 2 d'empreses d'hostatgeria i restauració, 5 d'empreses immobiliàries, 7 d'empreses de serveis, 1 d'una entitat de l'administració pública i 5 d'empreses classificades com a «altres activitats de serveis».
Dels 10 establiments de servei als particulars que hi havia el 2009, 2 eren paletes, 1 fusteria, 1 lampisteria, 3 perruqueries, 2 restaurants i 1 agència immobiliària.
Dels 2 establiments comercials que hi havia el 2009, 1 era una botiga de menys de 120 m² i 1 una fleca.

## Equipaments sanitaris i escolars
El 2009 hi havia una escola elemental.

## Poblacions més properes
El següent diagrama mostra les poblacions més properes.